# Gomila Beli križ
Gomila je iz neznanega časa z višino 1 m in premerom 6 m in se nahaja ob cesti Grad-Kruplivnik. Na vrhu gomile je zidano kužno znamenje »Beli križ«.

## Opis
Čas njegove postavitve ni točno znan, verjetno pa je bilo postavljeno sredi 18. stoletja, saj je podobno znamenje v   Rankovcih iz leta 1740. Znamenje stebrastega tipa ima slepe arkade in pravokotna polja, kjer so verjetno bile poslikave, a se niso ohranile. Leta 1740 je po srednji Evropi razsajala kuga, za tiste čase neozdravljiva bolezen, ki je skoraj dva meseca morila po »slovenski okroglini«, na ozemlju med rekama Rabo in Muro.

## Okoliščine
Skoraj dobesedno se je uresničila prerokba neke domačinke iz zaselka Kukojca: »Smrt bo prišla skozi okna, prišla v palače,  pobrala otroke s ceste.  Trupla bodo ležala kakor snopi za žanjci.« Po vsej Slovenski okroglini (mišljena je pokrajina med Muro in Rabo) je razsajala kuga. Nekateri so trdili, da so videli apokaliptičnega jezdeca, kako je izlil na zemljo sedem čaš božjega srda. Drugi so videli črno smrt, ogrnjeno z viteškim plaščem in koso na rami. Duhovniki so pridigali na prostem pred cerkvijo. Izdane so bile stroge odredbe zoper kugo: ustavljen je bil ves promet, duhovniki in vrači, ki so morali na nujno pot, so bili ogrnjeni s prtom, namočenim v kis ali žganje, vodo so morali pred uporabo prekuhavati. Zoper neposlušne je bila uvedena kazen s šibanjem in prisilno delo. Kljub strogim ukrepom je kuga morila skoraj dva meseca po slovenski okroglini. Jeseni, 20.  oktobra 1740, je izdihnil avstrijski cesar in ogrski kralj Karel VI., čeprav so stali okrog njegove postelje najimenitnejši vrači iz cele Evrope. Ljudje so šepetali, da je tudi on umrl za kugo. V spomin na tisto strašno opustošenje so postavili stebrasto znamenje Beli križ. Epidemija ni prišla do Kukojce. »Kakor bi skrivala v sebi zbirko zdravilnih zelišč«, je zapisano v knjigi Po sledeh zlatega peresa.

## Razlaga
- arkáda   arhit. lok nad dvema stebroma, slopoma
- slepe arkade   loki kot okras na zidu
- kukojca (prekmursko)    kukavica
- V Dolnjih Slavečih, na hribčku Kukojca je mejni kraj med župnijama Grad in sv. Jurij.